# Биография
Биография (от гръцки βίος – живот и γράφω – пиша) е записаната повече или по-малко детайлно история на живота на определена личност. Когато авторът описва собствения си живот се говори за автобиография. Биографията дава информация в социален, национален, исторически, художествен или научен и т.н. аспект. В богословието се използва термина агиография за биографиите на светците.
Отделен вид автобиография е т. нар. „CV“ която лаконично описва личния професионален и образователен опит и най-често се използва при кандидатстване за работа. В този случай нейни основни части са:
- пълно име и снимка
- дата и място на раждане
- звания, титли
- образование, професия
- основни етапи в кариерата

а в някои случаи също:
- основни етапи в личния живот
- философски възгледи
- участие в политическия живот
- основни достижения и изобретения

Първите биографии датират още от древността – Египет, Вавилон, Асирия, Месопотамия. Биографиите традиционно са във формата на книги или есета, но напоследък с развитието на технологиите, се появяват мултимедийни форми на биографиите – в интернет, на CD, или документални филми.

## Видове
- Автобиография
- Романизирана автобиография
- Романизирана биография